# Hans Bremer
Hans Bremer (1926) es un botánico alemán.

## Eponimia
- (Rubiaceae) Bremeria Razafim. & Alejandro[2]